# Per Gunnar Petersson
Per Gunnar Bertil Petersson, född 26 april 1954 i Markaryds församling, Kronobergs län, är en svensk tonsättare, organist och körledare.

## Biografi
Petersson avlade kantorsexamen vid 16 års ålder och studerade 1973–1977 orgel, improvisation och komposition för Anton Heiller vid Musikhögskolan i Wien. Petersson fortsatte sina studier med musikvetenskap vid Lunds universitet 1978–1979 och genomförde en pedagogisk påbyggnadskurs vid Musikhögskolan i Malmö 1980–1981. Han har även bedrivit specialstudier i komposition för Knut Nystedt i Oslo. 1978-2018 innehade Petersson organisttjänsten i Älmhults församling. Han är sedan 2013 redaktör för serien Gränslöst på Gehrmans Musikförlag och 2019 utsågs Petersson till hedersledamot i  KMR (Kyrkomusikernas Riksförbund). 2024 valdes han till Composer in residence för Mogens Dahls Kammarkör i Köpenhamn. 
Per Gunnar Petersson  komponerar framförallt för kör och orgel men även andra instrument. Han har vunnit flera kompositionstävlingar. Petersson har mottagit ett flertal priser och stipendier och hans musik framförs i Europa, Nord- och Sydamerika.

## Verk i urval

### Blandad kör
- 1992 – Aftonland - text Pär Lagerkvist
- 1996 – Credo - kör, församling, orgel och pukor
- 1996 – De profundis
- 1997 – Fem antifoner
- 1999 – Hymn till den Evige - blandad kör, orgel och pukor
- 1999 – Lige för forår - text Benny Andersen
- 2000 – Alleluia
- 2000 – Libera me
- 2001 – Ave Maria
- 2003 – Omnia tempus habent
- 2004 – In Honorem Sancte Birgitte - version för blandad kör
- 2004 – Kom, min älskade
- 2004 – Lovsång till Skaparen - text Carl von Linné
- 2005 – Romanska bågar - text Tomas Tranströmer
- 2006 – Cantate Domino
- 2007 – Dominus regit me
- 2009 – Adventsmusik - blandad kör och orgel
- 2009 – Hosianna, blandad kör och orgel (även version för dubbelkör och orgel)
- 2010 – Resurrexit - blandad kör, orgel och trumpet
- 2012 – Cry out - blandad kör och orgel
- 2013 –  Sanctus
- 2013 – Den stora gåtan - texter av Tomas Tranströmer
- 2013 – Två inskriptioner/Two inscriptions
- 2013 – Aftonbön
- 2014 – Herren är min herde - SAB och orgel
- 2015 – Jubilate Deo - SATB och orgel
- 2015 -  An Anonymous Nun´s Prayer - Wisdom from the 17th Century - SATB a cappella
- 2017 -  Led, milda ljus - SATB och orgel/piano
- 2017 -  Lead, Kindly Light - SATB och orgel/piano
- 2017 -  Nunc dimittis - Solo, kör och orgel
- 2017 -  O Sing Unto the Lord a New Song/Psalm 96 -  blandad kör och orgel
- 2019 - Giv mig ett levande hopp/En himmelsfärdspsalm - text Tore Sjöblom - SATB a cappella
- 2020 -  Denna dagen, ett liv/En betraktelse över levnadsdagen i tre satser - S solo, blandad kör, diskantkör och orkester/orgel
- 2020 -  Gläns över sjö och strand - SATB, harpa och orgel
- 2021 -  Ave maris stella - 4-8-st bl kör a cappella
- 2021 - Tre nordiska koraler: Nu höjs vår sång, Utan dig, Var är den vän - SAB, orgel/piano och brass ad lib
- 2022 - Ps 65: Vers toi, Seigneur, vont nos louanges - SAB och orgel
- 2022 - Missa sine nomine (Kyrie, Gloria, Sanctus och Agnus Dei) - SAB, flöjt, trumpet, violin, cello och orgel
- 2023 - Spring Has Now Unwrapped the Flowers - dubbelkör a cappella
- 2024 - Light, oh Light - blandad kör, barytonsolo och kör. Sats 1: Where is the Light? Sats 2: The World-filling Light - text Rabindranath Tagore
- 2024 - Work with Love - SATB div - text Kahlil Gibran

### Diskantkör
- 1985 – Uti din nåd - SSAA
- 1992 – Vesper - SA och orgel
- 1995 – Som liljan på sin äng - SA och orgel
- 1997 – Missa brevis
- 2003 – In Honorem Sancte Birgitte - 6-stämmig damkör
- 2009 – Tre canti sacri - SA och orgel
- 2020 -  Sing a New Song! - SA och orgel/piano

### Manskör
- 1994 – Tre sånger för manskör
- 2000 – Tu es Petrus
- 2005 – Gud är min räddning
- 2016 -  Tempus adest floridum

### Orgel
- 1971 – Meditazione
- 1976 – Gloria
- 1982 – Quattro - för två organister vid en orgel
- 1991 – Aperto
- 1992 – Hymnus
- 1993 – Variationer över O Kriste, du som ljuset är
- 2009 – Dancing Pipes
- 2010 – Organ Mass
- 2014 -  arr. av Intermezzo (Mascagni)
- 2014 -  arr. av Gabriel´s Oboe (Morricone)
- 2015 -  arr. av Athair ar neamh/Father in Heaven (Enya)
- 2018 -  arr. av Eternal Source of Light Divine (Händel)
- 2019 -  arr. av Autumn Leaves/Les Feuilles mortes (Kosma)
- 2019 -  Gå, Sion, din konung att möta
- 2019 -  In dulci jubilo
- 2019 -  Kom Jesus, kom Immanuel
- 2019 -  Mitt i vintern var det
- 2020 -  I himmelen, i himmelen
- 2020 -  Som liljan på sin äng
- 2021 - Den blomstertid nu kommer
- 2022 - arr. av Andante religioso (Hugo Alfvén)
- 2022 - arr. av Drottningens av Saba festmarsch (Hugo Alfvén)
- 2023 - Toccata in Nine
- 2023 - arr. av Climb Ev'ry Mountain
- 2023 - arr. av For the Love of a Princess
- 2023 - arr. av Gonna Fly Now
- 2023 - arr. av My Love, My Life
- 2023 - arr. av You'll Never Walk Alone
- 2024 - Toccata in Eight
- 2024 - Peace in Our Time
- 2025 - Saliga visshet - Blessed assurance
- Ca 85 preludier i samlingen Organum sacrum

### Övrigt
- 2005 – Braided Brass - valthorn och brasskvintett